# مارغريت أدلر
مارغريت أدلر (بالألمانية: Margarete Adler )‏ (13 فبراير 1896 – 10 أبريل 1990) كانت سبّاحة، وغطاسة، من النمسا، مثّلت بلادها في الألعاب الأولمبية الصيفية 1924، والألعاب الأولمبية الصيفية 1912، وسباحة في الألعاب الأولمبية الصيفية 1912 – سيدات 4 × 100 متر سباحة حرة تناوب ‏.

## وصلات خارجية
- مارغريت أدلر على موقع اللجنة الأولمبية الدولية (الإنجليزية)
- مارغريت أدلر على موقع أوليمبيديا (الإنجليزية)